# Uirapuru-verdadeiro
O uirapuru-verdadeiro (Cyphorhinus arada) é uma ave canora da família dos trogloditídeos, conhecida pelo seu canto particularmente elaborado, o que justifica que seja conhecido vulgarmente como uirapuru-da-guiana, corneta, músico, músico-da-mata, também é conhecido pelos nomes de arapuru, guirapuru, irapuru e uirapuru. O termo "wirapu 'ru" é originário da língua tupi e aplica-se ainda a outros trogloditídeos e piprídeos amazônicos. É famoso pelo seu canto e pelas lendas que o envolvem. É usado como talismã para trazer sorte na vida e no amor, sendo empalhado ou utilizado a sua pele e penas.

## Nomes vernáculos
O nome "uirapuru-da-guiana" foi selecionado como nome vernáculo técnico para a espécie pelo Comitê Brasileiro de Registros Ornitológicos.

## Morfologia
Tem uma plumagem simples, pardo-avermelhada com desenhos brancos pintados de preto em cada lado da cabeça, garganta e peito vermelho-vivo, que não alcança a exuberância do seu canto. Possui um bico forte e pés grandes e mede, em média, 12,5 cm.

## Habitat e distribuição geográfica
O seu habitat preferencial é o estrato inferior da floresta úmida, tanto em terra firme como, principalmente, em florestas de várzea. É nativo da América do Sul - Guianas, Venezuela, Colômbia, Equador, Peru, Bolívia, - podendo ser encontrado em quase toda a Amazónia brasileira, exceto no alto Rio Negro e na região oriental do Rio Tapajós.

## Alimentação
Come, principalmente, insetos, mas também se alimenta de frutas.  Acredita-se que o uirapuru-verdadeiro, como vários outros pássaros amazônicos, alimenta-se mais ativamente durante as estações chuvosas, quando formigas taocas saem dos formigueiros e passam a atacar animais rasteiros próximos, provocando movimentação que atrai os pássaros.  Igualmente, crê-se que o uirapuru-verdadeiro tenha o hábito de esperar até que outras espécies deixem o local para se alimentar, inspirando o ditado de que "enquanto os outros comem, o uirapuru canta".

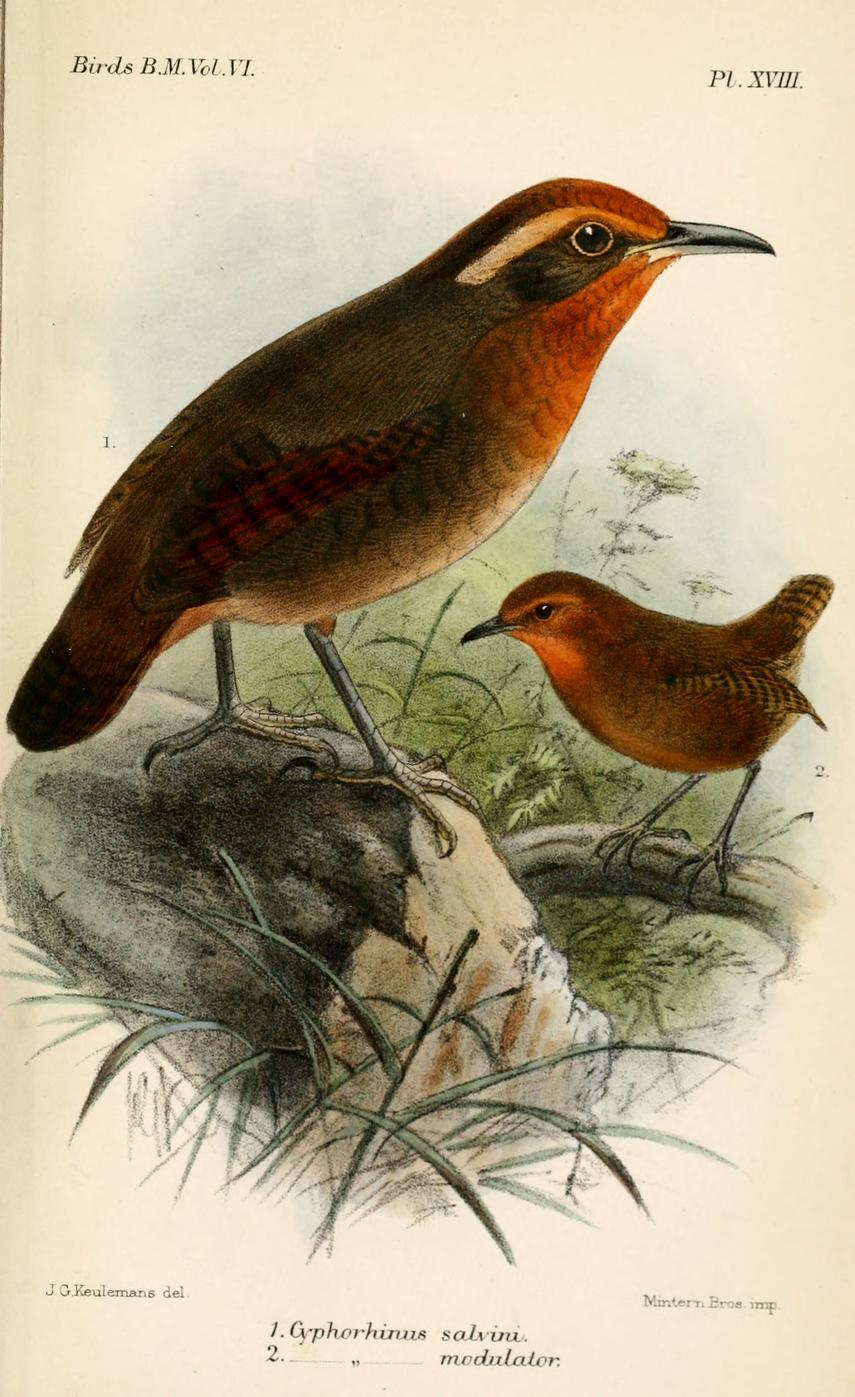
C. a. salvini (esquerda), C. a. modulator (direita), ilustração de Keulemans, 1881

## Comportamento
O uirapuru-verdadeiro locomove-se rapidamente no solo ou no meio das folhagens. Pode formar casais ou ficar em conjunto com outras espécies de pássaros. Há uma lenda que diz que ele atrai bandos de aves com a sua bela melodia; entretanto, ele apenas integra bandos em busca de alimento. Seus voos são curtos e sussurrantes em movimentos de vai e vem (voa e volta para o mesmo lugar), em área limitada.

## O canto do uirapuru
No folclore do norte do Brasil, o uirapuru é conhecido por ter um dos mais belos cantos entre as aves, fazendo com que todos os outros pássaros param de cantar para ouvi-lo. Também se diz que, por lembrar um flautim, flauta ou clarinete, o canto do uirapuru inspiraria poetas.
O compositor Villa-Lobos compôs em 1917 o poema sinfônico "Uirapuru", baseado em material do folclore coletado em viagens pelo interior do Brasil. Na lenda que inspirou a obra, o pássaro encantado - "rei do amor" - é flechado no coração por uma moça embevecida com a suave canção e transforma-se em um bonito jovem.
O canto do uirapuru pode ser curto e forte, quando pretende demonstrar domínio do território; ou longo e melodioso, quando sua intenção é a atração sexual. Dura de 10 a 15 minutos ao amanhecer e ao anoitecer, na época da construção do ninho, e canta apenas cerca de quinze dias por ano. Ao todo, foram registrados sete cantos diferentes desta ave.